# Congregação de Solesmes

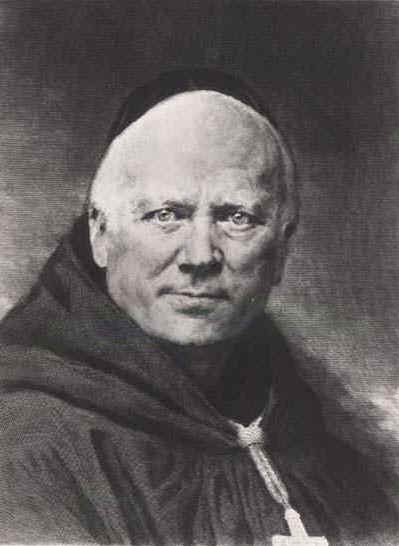
Dom Prosper Guéranger, O.S.B., que buscava a criação da congregação.

A Congregação de Solesmes é uma das vinte e uma congregações da confederação beneditina da Ordem de São Bento.
Após a fundação da Abadia de Saint-Pierre de Solesmes, foi construído em 1837, pelo papa Gregório XVI, sob o nome de " Congregação da França " : o papa decide que a Congregação substitui o antigo Congregações de Cluny, Santos-Válvula-e-Hydulphe e Saint-Maur, e tomou parte em seus privilégios, para o qual ela torna-se o único herdeiro.

## Desenvolvimento

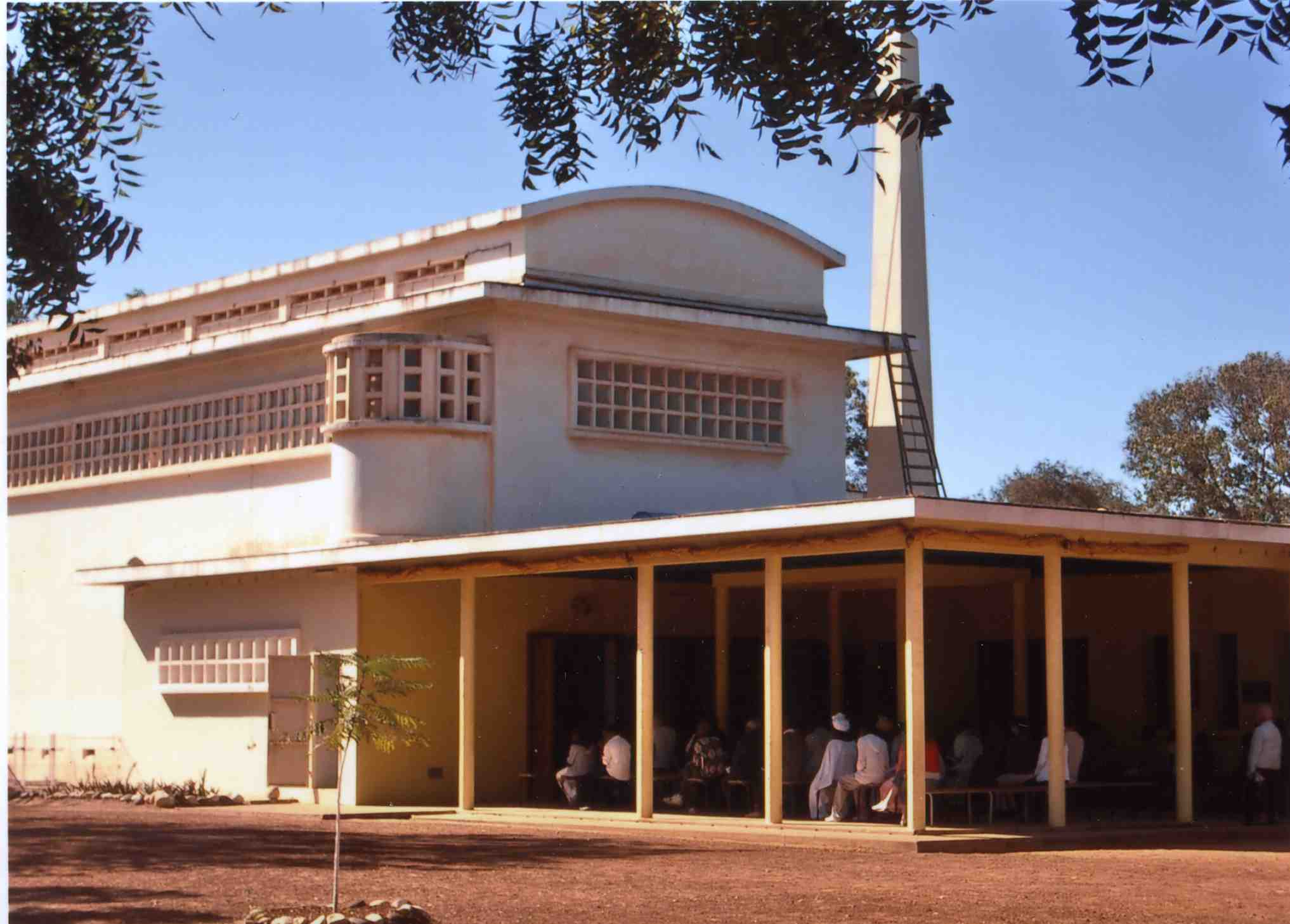
Abadia de Keur Moussa (Senegal)

A nova congregação se espalhou rapidamente no ritmo das fundações de sucessivas Solesmes e outros mosteiros da congregação: Ligugé , em 1853, em Marselha (que se transforma em Ganagobie), em 1856, Elevadores, em 1880, Wisques em 1889, a cidade de Clervaux , em 1890, Sainte-Marie em Paris, em 1893, de Saint-Wandrille , em 1894, Kergonan de 1897.
A lei sobre associações de 1901 , resultando na quase impossibilidade de criação de novas comunidades monásticas na França, a congregação é necessário para fazer as fundações em seus locais de exílio a partir de 1901: Saint-Benoît-du-Lac (Quebec), em 1912, Quarr (Ilha de Wight), na Inglaterra, em 1922. 
Após a Segunda Guerra mundial, a abadia de Solesmes pode ser novamente encontrado na França: Fontgombault , em 1947, e, em seguida, nos países de missão: Keur Moussa (Senegal), em 1961, Palendriai (Lituânia), em 1998. Fontgombault baseado em Randol , em 1968, Triors em 1984 Gaussan em 1994, e Claro Creek (Estados Unidos), em 1999. A congregação agora inclui mais de 915 monges e monjas, tornando-se uma das primeiras congregações beneditinos mulheres.

## Organização
Em 2009, a congregação é composta de 32 casas, dos quais 14 estão localizados em França, 4 na Espanha, 1 em Luxemburgo, 2 na grã-Bretanha, 2 no Canadá, 1 na Holanda, 2 no Senegal, 1 na Guiné, 1 na Lituânia, 2 nos Estados Unidos, e 2 priorados localizado na Martinica.
Cada mosteiro é autônoma, mas procura manter uma unidade em torno da herança de Guéranger, sob a presidência do abade de Solesmes.
A Congregação de Solesmes tem, até agora, recusou o plano do " reconhecimento legal ", reter, da" associação de verdade ". A congregação não tem personalidade jurídica. Ela não poderá assinar qualquer contrato em nome da abadia, ou ser o dono de suas próprias construções, nem receber donativos ou legados, abrir contas em banco, obter um cartão cinzento...

### Lista de casas

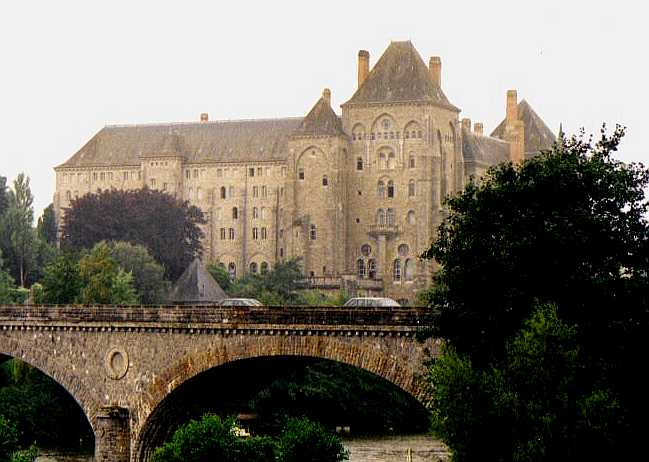
Abbaye de Saint-Pierre de Solesmes.

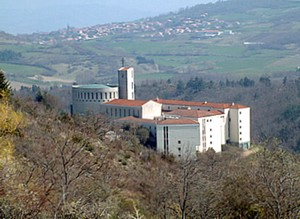
Abadia de Randol.

- Abbaye Saint-Pierre de Solesmes (1010) 66 moines
- Abbaye Notre-Dame de l'Annonciation de Clear Creek (1999) plus de 40 moines (Oklahoma, États-Unis)
- Abbaye Saint-Maurice-et-Saint-Maur 17 moines (Clervaux, Luxembourg)
- Abbaye Notre-Dame de Fontgombault 68 moines
- Monastère Notre-Dame de Ganagobie 18 moines
- Notre-Dame de Donezan (2007) (anciennement Abbaye Notre-Dame de Gaussan),
- Abbaye Sainte-Anne de Kergonan (1897) 34 moines
- Abbaye Saint-Michel de Kergonan, 30 moniales
- Prieuré de Keur Guilaye (Dakar, Sénégal) 30 moniales
- Abbaye de Keur Moussa (1963) (Sénégal) 44 moines
- Prieuré Sainte-Marie-des-Anges (1977) (Le Carbet, Martinique) 16 moniales
- Monastère du Saint-Sauveur de Leyre (Navarre, Espagne) 24 moines
- Abbaye Saint-Martin de Ligugé 28 moines
- Prieuré Notre-Dame de Montserrat de Madrid 8 moines, dépendant de Silos
- Prieuré Saint-Benoît de Palendriai (Kelmė, Lituanie) 11 moines, dépendant de Solesmes
- Abbaye Sainte-Marie de Paris, rue de la Source, Paris XVIe, 7 moines
- Abbaye Notre-Dame de Quarr (Île de Wight, Angleterre) 11 moines
- Abbaye Notre-Dame de Randol (1971) 40 moines
- Abbaye Sainte-Cécile de Ryde (1882) (Île de Wight, Angleterre) 30 moniales
- Abbaye de Saint-Benoît-du-Lac (1912) (Québec, Canada) 47 moines
- Abbaye Saint-Wandrille, 35 moines
- Abbaye Sainte-Marie-des-Deux-Montagnes (Sainte-Marthe-sur-le-Lac, Québec, Canada) 40 moniales
- Prieuré Notre-Dame du Mont des Oliviers (Schœlcher, Martinique), dépendant de Solesmes
- Abbaye Saint-Dominique de Silos (941) (Burgos, Espagne) 30 moines
- Abbaye Sainte-Cécile de Solesmes 50 moniales
- Abbaye Notre-Dame de Triors 40 moines
- Abbaye du Mont Saint-Benoît (1951) (Vaals, Pays-Bas) 12 moines
- Abbaye de la Sainte-Croix (1958) (Valle de los Caídos, Espagne) 27 moines
- Monastère du Cœur Immaculé de Marie de Westfield 17 moniales (Vermont, États-Unis), dépendant de Sainte-Marie-des-Deux-Montagnes
- Abbaye Saint-Paul de Wisques (1889) 24 moines
- Abbaye Notre-Dame de Wisques (1889) 30 moniales
- Monastère Saint-Joseph de Séguéya (Conakry, Guinée) (2003) 9 moines

## Artigos Relacionados
- Ordem de são Bento
- Confederação beneditina